# Slender Man
Slender Man o The Slenderman (en español El Hombre Delgado) es un personaje sobrenatural ficticio que se originó como un creepypasta creado por el usuario del foro Something Awful Eric Knudsen (también conocido como "Victor Surge") en 2009. Se le representa como un humanoide delgado y antinaturalmente alto con una cabeza y una cara blancas sin rasgos, que lleva un traje negro.
Las historias de Slender Man suelen mostrar su acecho, secuestro o traumatización de personas, en particular niños. Slender Man se ha convertido en un icono de la cultura pop, aunque no está confinado a una sola narrativa, sino que aparece en muchas obras de ficción dispares, normalmente compuestas en línea. La ficción relacionada con el hombre delgado abarca muchos medios de comunicación, incluyendo series de literatura, arte y videos como Marble Hornets (2009-2014), en las que se le conoce como The Operator. El personaje ha aparecido en el videojuego Slender: The Eight Pages (2012) y su sucesor Slender: The Arrival (2013), además de inspirar al Enderman en Minecraft. También ha aparecido en una adaptación cinematográfica (2015) de la serie de YouTube Marble Hornets, donde fue interpretado por Doug Jones, y una película homónima de 2018, donde fue interpretado por Javier Botet.
A partir de 2014, se produjo un pánico moral sobre Slender Man después de que los lectores de su ficción estuvieran conectados a varios actos violentos, en particular un apuñalamiento de una niña de 12 años en Waukesha, Wisconsin. El apuñalamiento inspiró el documental Cuidado con el Slenderman, que se estrenó en 2016 en HBO.

## Origen

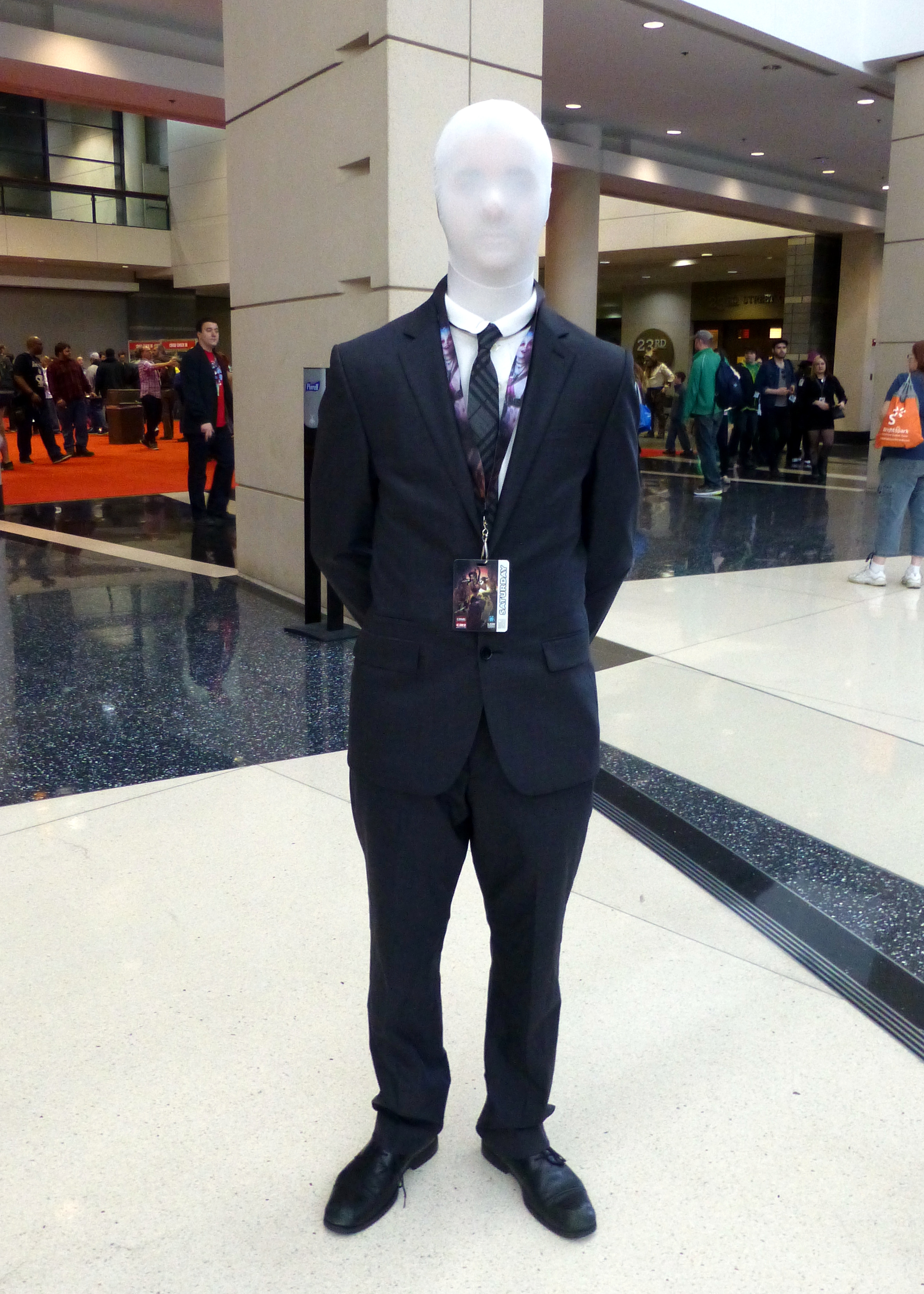
Cosplay de Slender Man.

Slender Man fue creado en un hilo del foro de Internet Something Awful, donde pedía a los usuarios que modificaran fotos para que contuvieran fantasmas o seres paranormales. El 10 de junio de 2009, un usuario con el nombre de Victor Surge (nombre real Eric Knudsen) contribuyó con dos fotos sacadas en 1986 de grupos de niños, a las cuales añadió una figura espectral alta y delgada, vestida con un traje negro y una corbata oscura sin cara alguna. Las entradas previas consistían solamente en fotografías; sin embargo, Surge complementó las suyas con fragmentos de texto, de testigos, describiendo los secuestros de los grupos de niños, y dándole como nombre al personaje «Slenderman»:

No queríamos ir, no queríamos matarlos, pero su persistente silencio y sus brazos extendidos nos horrorizaban y nos confortaban al mismo tiempo...
1983, fotógrafo desconocido, dado por muerto.

La cita debajo de la segunda fotografía decía:

Una de las dos fotografías recuperadas del incendio de la Biblioteca de Stirling. Notable por haber sido tomada el mismo día en que catorce niños desaparecieron y hemos visto a un demonio con forma humanoide al quien se conoce como 《Slenderman》 o 《Slender Man》. Deformidades citadas por oficiales como defectos de cámara. El incendio en la biblioteca ocurrió una semana después. Fotografía real confiscada como evidencia.
1986, fotógrafo: Mary Thomas, desaparecida desde el 13 de junio del mismo año.

Estas adiciones transformaron efectivamente las fotografías en un trabajo de ficción. Subsecuentemente otros usuarios ampliaron el personaje, añadiendo sus propias contribuciones visuales o textuales.
En una entrevista con el sitio web Know Your Meme, Victor Surge (nombre real Eric Knudsen) afirma que se inspiró para crear el Slender Man en las leyendas de la «la gente sombra», los escritos de H. P. Lovecraft, Zack Parsons, y Stephen King (particularmente en The Mist), y el surrealismo de William S. Burroughs. Su intención era, según él, «formular algo cuyas motivaciones apenas puedan ser comprendidas, y que desencadenara inquietud y terror en la población general». En una entrevista de un podcast, Knudsen citó al hombre alto de la serie de películas Phantasm como inspiración para Slender Man.

## Desarrollo

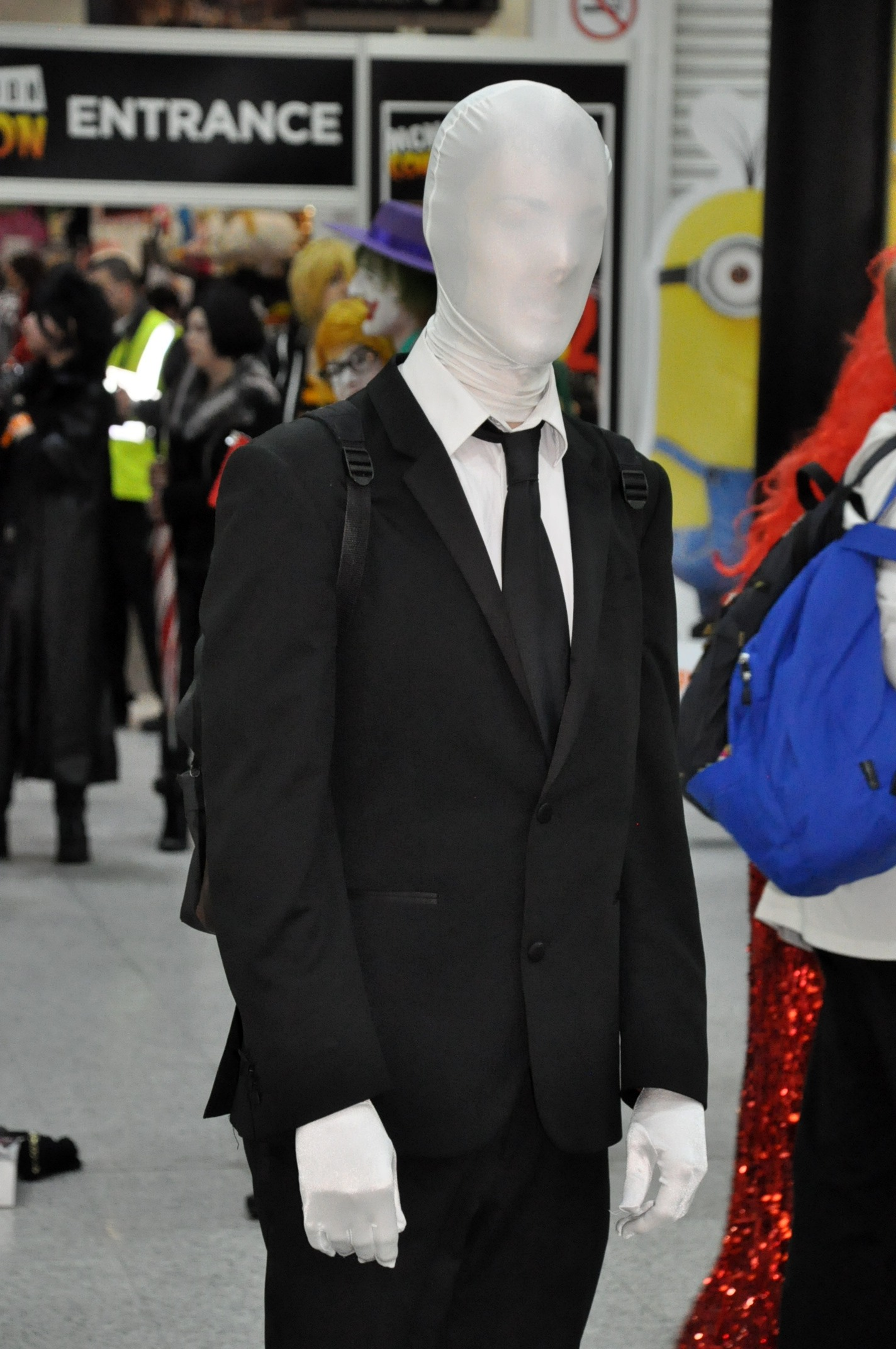
Cosplay de Slender Man.

Slender Man pronto se volvió viral, generando numerosas obras de fanart, cosplay y ficción en línea conocida como creepypasta: historias de miedo contadas en fragmentos cortos de texto fácilmente copiable que se transmiten de un sitio a otro. A partir de su creación original, Slender Man se convirtió en el tema de innumerables historias de varios autores en un mito global.
La primera serie de vídeos de Slender Man surgieron de un post en el hilo de Something Awful escrito por el usuario ce gars. Se trata de un estudiante de cinematografía ficticio llamado Alex Kralie, que tropezó con algo preocupante durante la filmación de su primer largometraje, Marble Hornets. La serie de videos, publicada bajo el estilo de Metraje encontrado en YouTube, forma un juego de realidad alternativa describiendo las experiencias ficticias de los creadores del cortometraje con Slender Man. Marble Hornets es ahora una de las más populares creaciones del Slender Man, con más de 250 000 seguidores alrededor del mundo, y 55 millones de reproducciones. Ahora cuenta con su propia canción «Slenderman song». Existen otras series sobre la leyenda y el personaje de Slender Man como «Tribe Twelve», «Croatian Files» o «EverymanHYBRID».
En 2012, el Slender Man fue adaptado en un videojuego titulado: Slender: The Eight Pages; a partir de agosto de 2012, el juego ha sido descargado más de dos millones de veces. Varias variantes populares del juego siguieron, incluyendo Slenderman's Shadow y el Slender Man para iOS, que se convirtió en la segunda aplicación más popular. La secuela de Slender: The Eight Pages, Slender: The Arrival, fue lanzada en 2013. Varias películas independientes sobre el Slender Man han sido estrenadas o están en desarrollo, incluyendo Entity y The Slender Man, publicada gratis en línea después de una campaña de diez mil dólares de Kickstarter. En 2013, se anunció que Marble Hornets se convertiría en una película.

## Descripción

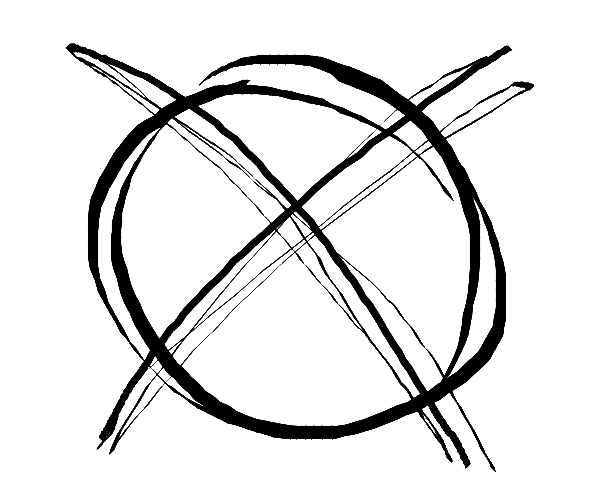
El "símbolo de Slender Man", aparecido en Marble Hornets.

Por ser una mitología ficticia, Slender Man ha evolucionado sin un «canon original» de referencia, su aspecto, los motivos, hábitos y habilidades no están fijos, sino que cambian dependiendo del narrador. Se le describe comúnmente como muy alto y delgado, con tentáculos y brazos anormalmente largos, que se pueden extender para intimidar o capturar a sus presas. Tiene un rostro blanco, sin rasgos y parece estar vestido con un traje oscuro y corbata. Slender Man está asociado al bosque y tiene la habilidad de tele-transportarse. Se dice a menudo que la proximidad con él desencadena la «enfermedad Slender»; un rápido inicio de la paranoia, pesadillas y delirios acompañadas de hemorragias nasales.

## Reacción
El Slender Man fue llamado «el primer gran mito de la web» por la BBC. El éxito de la leyenda de Slender Man se ha atribuido a la naturaleza conectiva de Internet. Si bien casi todos los involucrados entienden que Slender Man no es real, Internet permite a otros construir sobre las bases establecidas, dándole así un aire de que no es falso. Victor Surge ha comentado que muchas personas, a pesar de entender que Slender Man fue creado en los foros Something Awful, todavía se entretienen con la posibilidad de que podría ser real.
Tom Peddit, profesor de la Universidad del Sur de Dinamarca, ha descrito a The Slender Man como un ejemplo del cierre de la era moderna del «Paréntesis de Gutenberg», el período de tiempo transcurrido desde la invención de la imprenta hasta la difusión de la web en el cual las historias e información fueron codificadas en medios discretos, vuelto a las más antiguas, más primitivas formas de narración, ejemplificadas por la tradición oral y los cuentos de fogata, en los cuales la misma historia puede ser recontada, reinterpretada y redifundida por diferentes narradores, expandiéndola y haciéndola evolucionar con el tiempo.
Shira Chess, profesor de la Universidad de Georgia, ha notado que Slender Man ejemplifica las similitudes entre el folclore tradicional y el espíritu de código abierto de Internet, y que, a diferencia de los monstruos tradicionales como los vampiros y los hombres lobo, los mitos del Slender Man pueden ser rastreados y señalizados, dando una poderosa visión de como se forman los mitos y el folklore. Tye Van Horn, un escritor de The Elm, ha sugerido que Slender Man representa el miedo moderno a lo desconocido, en una época inundada de información en la que la gente se ha habituado tanto a la ignorancia que ahora le teme a lo que no puede entender. Troy Wagner, creador de Marble Hornets, atribuye el terror del Slender Man a su maleabilidad, la gente puede convertirlo en lo que más le asusta.

## Ataques inspirados
El 31 de mayo de 2014, dos niñas de doce años de edad, en Waukesha, Wisconsin, sujetaron y apuñalaron diecinueve veces a una compañera de clase de su misma edad; cuando se les preguntó más tarde a las autoridades, según los informes, afirmaron que querían cometer un asesinato como un primer paso para convertirse en acólitos de Slender Man (demostrando según ellas ser dignas de Slender Man), después de haber leído sobre él en línea. Gracias a la intervención de un ciclista que pasaba, la víctima sobrevivió al ataque. Las atacantes fueron acusadas como adultas y cada una se enfrenta a hasta sesenta y cinco años de prisión. Una de las chicas dijo que Slender Man la observaba, y puede leer la mente, y teletransportarse. Los expertos testificaron en el juicio. El 1 de agosto de 2014, fue declarada no apta para ser juzgada y su enjuiciamiento fue suspendido hasta que su condición hubiera mejorado.
En una declaración a los medios de comunicación, Eric Knudsen dijo, «Estoy profundamente entristecido por la tragedia en Wisconsin y mi corazón está con las familias de los afectados por este terrible acto». Eric Kdnudsen dijo que no estaría dando entrevistas sobre el asunto.
Después de escuchar la historia, una mujer no identificada de Hamilton, Ohio, dijo a un reportero de televisión del canal WLWT que su hija de trece años de edad la había atacado con un cuchillo, y había escrito ficción macabra, algunos implican a Slender Man quien, según la madre, había motivado el ataque.
En septiembre de 2014, una adolescente de catorce años de edad en Port Richey, Florida supuestamente prendió fuego en la casa de su familia, mientras que su madre y su hermano de nueve años de edad estaban en el interior; la policía informó de que la adolescente había estado leyendo historias en línea sobre Slender Man, así como un libro electrónico llamado Soul Eater. Eddie Daniels de la oficina del alguacil, dijo que la muchacha «había visitado la página web que contiene una gran cantidad de la información y las historias de Slender Man [...] Sería seguro decir que hay una conexión con eso». Tal conexión no se ha establecido fehacientemente.

## Adaptaciones

### Webseries
Existen diferentes piezas de ficción realizadas para internet que utilizan la figura de Slender Man como antagonista. Generalmente son series o webseries de terror en formato metraje encontrado que tienen como punto de partida una situación doméstica que poco a poco se va oscureciendo y degenerando. También se conoce a estas series como Slendervlogs y ARG.
- Marble Hornets (2009 - 2014): es la primera y más famosa webserie relacionada con Slender Man, aquí denominado The Operator. Un estudiante de cine llamado Alex Kralie desaparece y deja sin acabar una película que estaba rodando titulada Marble Hornets. Un amigo suyo, Jay, consigue las cintas de video que componen los brutos de la película y a partir de su visionado intenta desentrañar qué le sucedió a Alex.[17]

- Croatian Files (2012 - 2014): es la primera webserie en español relacionada con Slender Man, aquí denominado Herbert Frankensëen. Dos estudiantes de beca Erasmus en Croacia encuentran un disco duro abandonado en una residencia de estudiantes. Ambos deciden crear un canal de YouTube y subir los videos/files. El disco duro es un almacén de los videos corruptos y archivos encriptados que grababan los anteriores inquilinos. Los videos dejan ver que había algo oscuro que les acechaba y corrompía los videos.[18]

- Tribe Twelve (2011 - presente): comenzó como la página de YouTube de Noah Maxwell para desarrollar su proyecto sobre las Doce Tribus de Israel. Sin embargo, su proyecto es cancelado por razones desconocidas. Noah recibe la noticia del suicidio de su primo y mejor amigo Milo Asher, por sobredosis de drogas, y a partir de ahí decide reconvertir la página de YouTube en un vlog de investigación sobre los videos que trataba Milo antes de suicidarse.

- Caught not Sleeping (2011 - presente): es la historia de un video blogger de nombre desconocido (nominado como Caught) que sufre de insomnio y fatiga. Las entradas de su vlog empiezan a mezclarse con videos manipulados donde aparecen mensajes terroríficos.

- Dark Harvest (2011 - presente): sigue la historia de dos amigos y la gente que les rodea. La serie comienza con un video corto mostrando cierta actividad paranormal en casa de uno de los amigos. Lo que parece un encuentro paranormal sin importancia se vuelve en una espiral de acoso que comienza con un correo electrónico de amenaza recibido desde su propia cuenta de correo.

### Películas
Se ha realizado una película independiente acerca de Slender Man y existen algunos proyectos audiovisuales más en desarrollo.
- The Slender Man, lanzada gratis en línea después de una campaña de Kickstarter de diez mil dólares.[19]

- Entity, fue un proyecto de película independiente de terror dirigida por los hermanos Christopher y Jeremy Jadallah. Narra la historia de dos hermanos que se reúnen en una casa de campo tras la desaparición de un familiar, dándose pronto cuenta de que son acechados por una entidad extraña.[20]

- Always Watching (A story of Marble Hornets), una película en preproducción programada para salir en 2015 que narra la historia de un periodista que investiga las extrañas desapariciones de niños y se entera de lo peligroso que puede ser la verdad.

- Slender Man, lanzada el 24 de agosto de 2018 por Sony Pictures y distribuida por Screen Gems.

### Videojuegos
- Slender: The Eight Pages
- Slender: The Arrival
- Slender Rising
- Haunt The Real Slender Game
- Slender Man's Shadow
- Slender: Haunted Memories
- Slender: Woods
- Slender: Space
- Slender: Graveyard
- Slender Man's Shadow: Sanatorium
- Slender Man's Shadow: Hospice
- Slender Man's Shadow: Elementary
- Slender Man's Shadow: Mansion
- Slender Man's Shadow: Claustrophobia
- Slender Man's Shadow: 7Th Street
- Slender Man's Shadow: Prison
- Slender: Forest Slender (solo para iPhone)
- Slender: Anxiety
- Slender: The Haunted Metro
- Slenderman Origins: The Metro
- Slenderman Origins 2: The Prision
- Slenderman Origins 3: The shadows
- The Child Of Slendrina

### En otros medios
- Slender Man apareció como un cameo en el episodio «Moon Madness» de la temporada Drama Total Todos Estrellas de la serie Drama Total (serie). En dicho episodio, cuando Chris, desde la carpa de control, se despide del espectáculo durante la pausa comercial, se puede ver a Slender Man en el último monitor de la izquierda.

- En 2011, Marcus «Notch» Persson, creador del juego tipo mundo abierto independiente Minecraft, añadió un nuevo mob hostil al juego, al que llamó «Enderman» poco tiempo después varios usuarios en Reddit y Google+ comentaron sobre la similitud con Slender Man.[21]

- Tinky Winky, uno de los Teletubbies, representa a Slenderman en el juego Slendytubbies que fue hecho por fanáticos en la web.

- En la serie de 2018 Virtual Hero, protagonizada por El Rubius,  incluye a un personaje alto y delgado llamado «Slimer».

- En 2015 el programa uruguayo Voces anónimas publicó el libro "Limbo" donde se encuentra esta historia, y se pudo ver en televisión en la sexta temporada del programa emitida en 2018.